# 岩床

岩床と岩脈

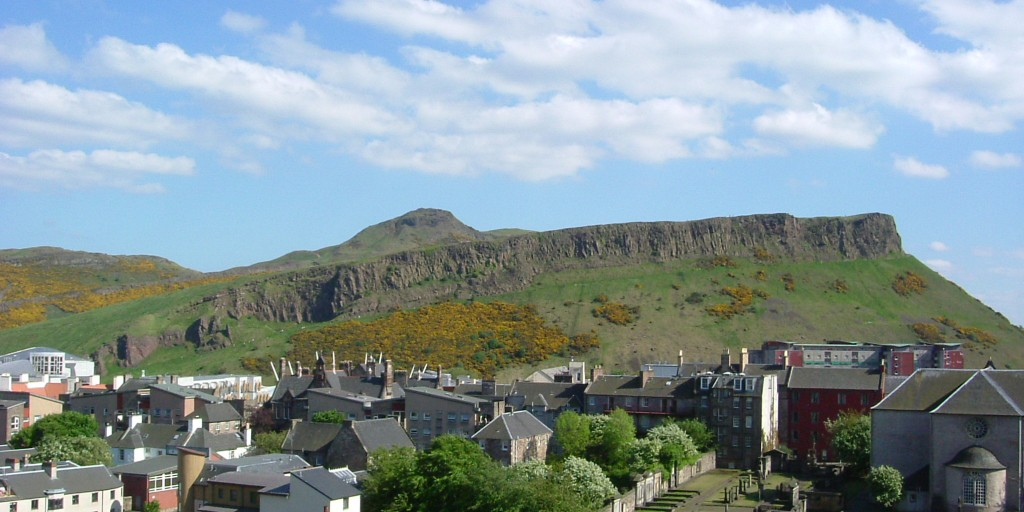
スコットランドの岩床 (Salisbury Crags)

岩床（がんしょう、sill、sheet）は、地層にマグマが貫入して固まった板状岩体のうち、地層面にほぼ平行に貫入した火成岩体のこと。シルあるいはシートともいう。
これに対し、マグマが地層面を横切るように貫入したものを岩脈という。